# Dazed and Confused (canção)
Dazed and Confused (traduzido do inglês, "Atordoado e Confuso") é uma canção gravada originalmente em 1967 pelo cantor estadunidense de folk rock Jake Holmes. Tornou-se célebre mundialmente contudo pela sua versão modificada lançada pela banda Led Zeppelin em 1969, banda esta que detém os direitos autorais em separado sobre a canção.

## História
A versão do Led Zeppelin foi lançada em 1969 no álbum Led Zeppelin e não creditava Jake Holmes como autor da canção. Para escapar de um processo de plágio de Holmes, Jimmy Page usou o título, escreveu um novo conjunto de letras e mudou a melodia e o arranjo da canção. No entanto, a versão permaneceu semelhante àquela que fora gravada pela banda The Yardbirds no ano anterior. Na época, Holmes não moveu nenhuma ação contra Page. Posteriormente, ele entrou em contato com Page para resolver a questão. Até 2001, Page não havia respondido. Em junho de 2010, Holmes entrou com uma ação no Tribunal Distrital dos Estados Unidos, alegando violação de direitos autorais e citando Jimmy Page como corréu.